# Jürgen Patocka
Jürgen Patocka (Vienna, 30 luglio 1977) è un allenatore di calcio ed ex calciatore austriaco, di ruolo difensore.

## Carriera

### Club
Prima di approdare al calcio professionistico, militò nei campionati regionali con l'Untersiebenbrunn e il Floridsdorfer. Nel 2001 approdò all'Austria Lustenau e dopo tre stagioni in cui la squadra sfiorò ripetutamente la promozione Patocka, nel 2004, approdò al Mattersburg in Bundesliga.
Debuttò in massima serie il 14 luglio 2004 nella sconfitta per 3-1 contro lo Sturm Graz. Con il Mattersburg disputò due finali di ÖFB-Cup (entrambe perse contro l'Austria Vienna) e contribuì al raggiungimento del terzo posto finale nella stagione 2006-2007.
Nel 2007 fu ceduto al Rapid Vienna, dove giocò un ruolo da protagonista nella vittoria del campionato 2007-2008.
Dopo alcune stagioni in maglia bianco-verde, nell'estate 2012 ritorna all'Austria Lustenau, in Erste Liga.

### Nazionale
In Austria debuttò il 30 maggio 2007 nell'amichevole giocata a Vienna contro la Scozia.
È stato chiamato dal Commissario tecnico Josef Hickersberger per disputare il campionato d'Europa 2008, competizione nella quale non è mai sceso in campo.

## Statistiche

### Cronologia presenze e reti in nazionale
| Cronologia completa delle presenze e delle reti in nazionale ― Austria | Cronologia completa delle presenze e delle reti in nazionale ― Austria | Cronologia completa delle presenze e delle reti in nazionale ― Austria | Cronologia completa delle presenze e delle reti in nazionale ― Austria | Cronologia completa delle presenze e delle reti in nazionale ― Austria | Cronologia completa delle presenze e delle reti in nazionale ― Austria | Cronologia completa delle presenze e delle reti in nazionale ― Austria | Cronologia completa delle presenze e delle reti in nazionale ― Austria |
| Data                                                                   | Città                                                                  | In casa                                                                | Risultato                                                              | Ospiti                                                                 | Competizione                                                           | Reti                                                                   | Note                                                                   |
| ---------------------------------------------------------------------- | ---------------------------------------------------------------------- | ---------------------------------------------------------------------- | ---------------------------------------------------------------------- | ---------------------------------------------------------------------- | ---------------------------------------------------------------------- | ---------------------------------------------------------------------- | ---------------------------------------------------------------------- |
| 30-5-2007                                                              | Vienna                                                                 | Austria                                                                | 0 – 1                                                                  | Scozia                                                                 | Amichevole                                                             | -                                                                      |                                                                        |
| 11-9-2007                                                              | Vienna                                                                 | Austria                                                                | 0 – 2                                                                  | Cile                                                                   | Amichevole                                                             | -                                                                      | 81’                                                                    |
| 5-9-2009                                                               | Graz                                                                   | Austria                                                                | 3 – 1                                                                  | Fær Øer                                                                | Qual. Mondiali 2010                                                    | -                                                                      | 46’                                                                    |
| 14-10-2009                                                             | Saint-Denis                                                            | Francia                                                                | 3 – 1                                                                  | Austria                                                                | Qual. Mondiali 2010                                                    | -                                                                      |                                                                        |
| 18-11-2009                                                             | Vienna                                                                 | Austria                                                                | 1 – 5                                                                  | Spagna                                                                 | Amichevole                                                             | -                                                                      | 46’                                                                    |
| Totale                                                                 |                                                                        | Presenze                                                               | 5                                                                      |                                                                        | Reti                                                                   | 0                                                                      |                                                                        |

## Palmarès

### Club

#### Competizioni nazionali
- Campionato austriaco: 1

2007-2008